# Aereo di linea regionale

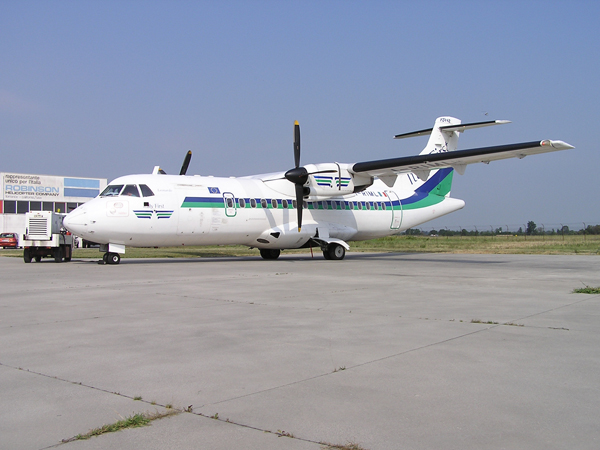
Un ATR 42 di Italy First.

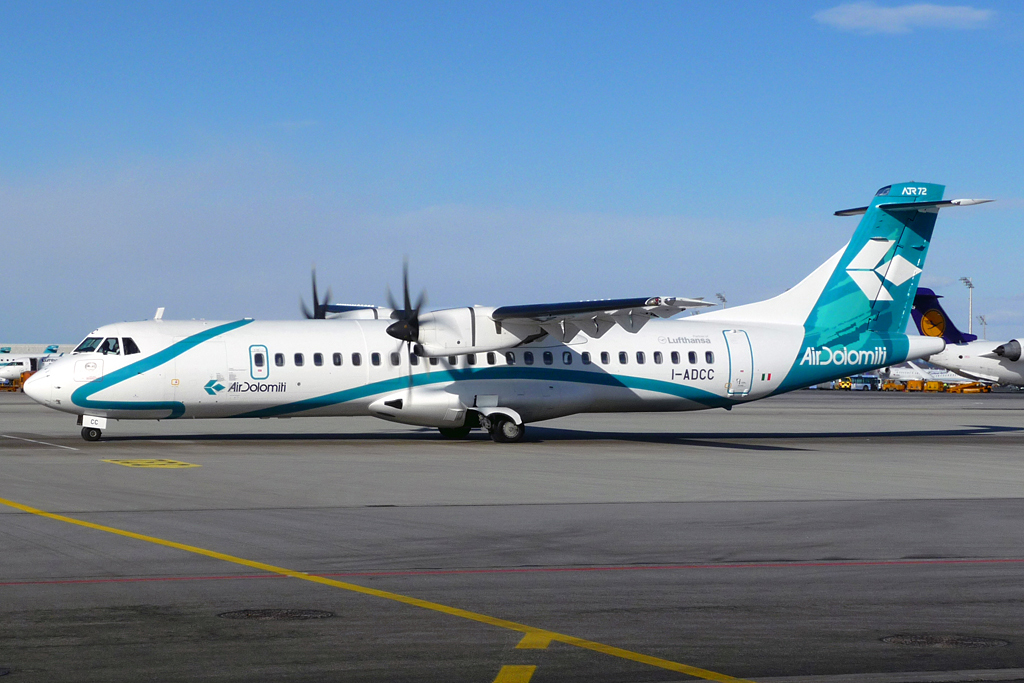
Un ATR 72 di Air Dolomiti.

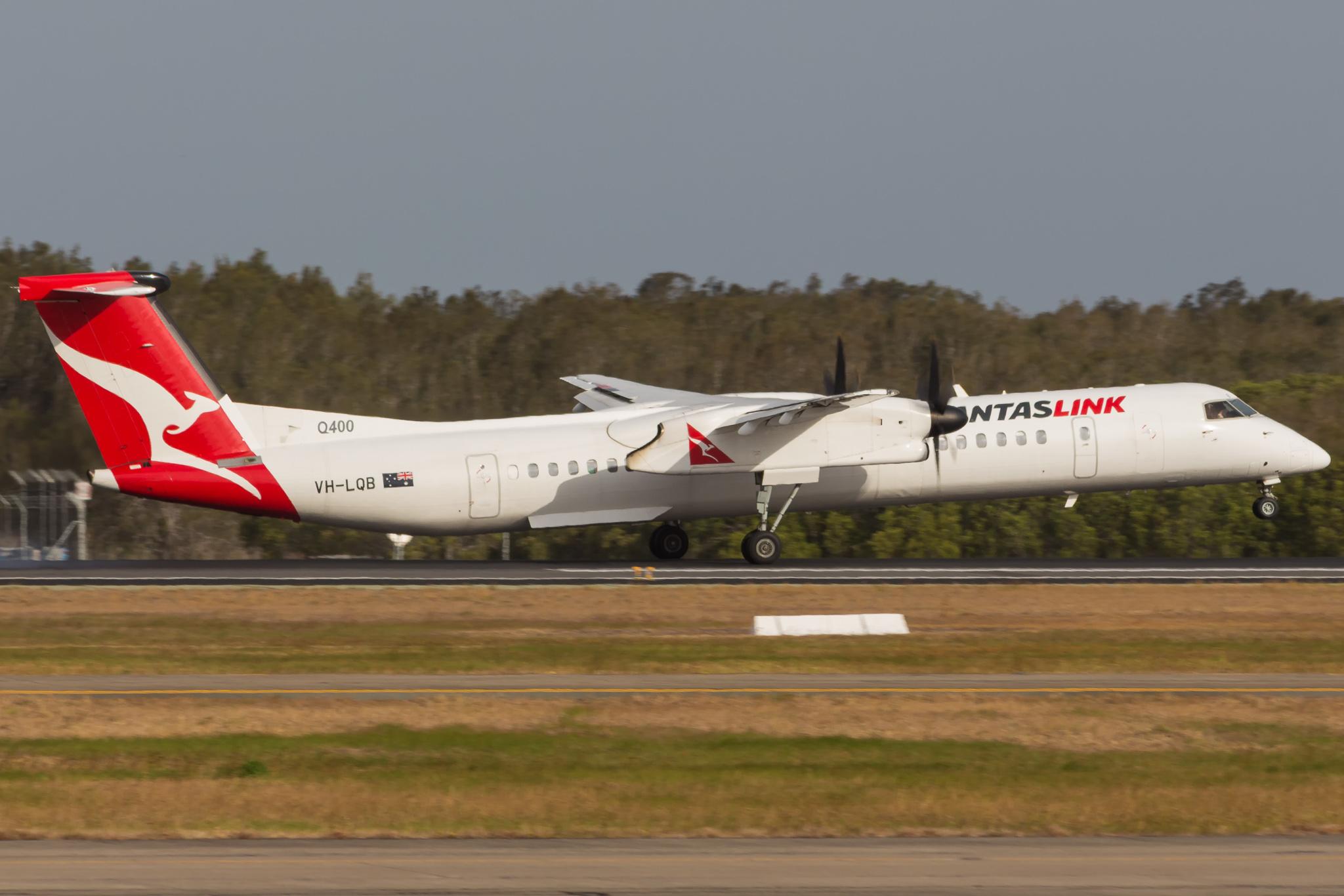
Un Bombardier Q400 di QantasLink.

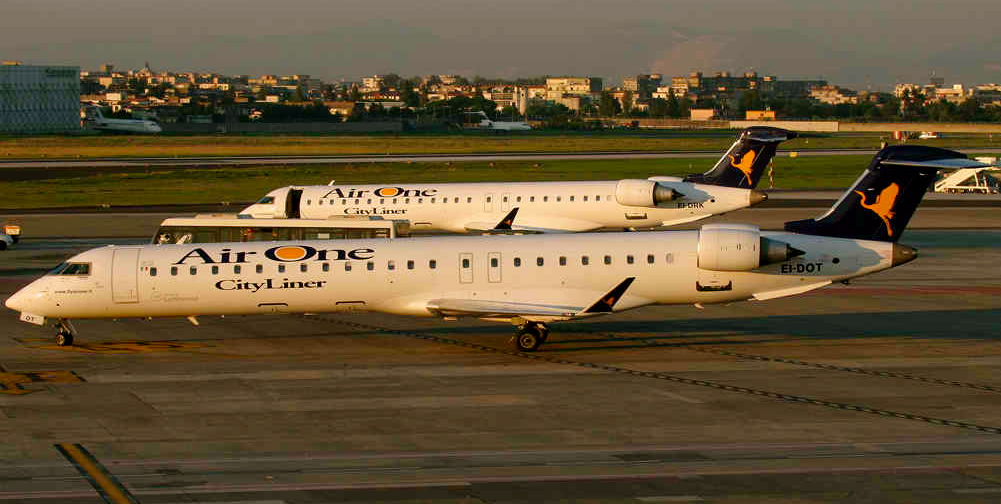
Un Bombardier CRJ900 di Air One CityLiner.

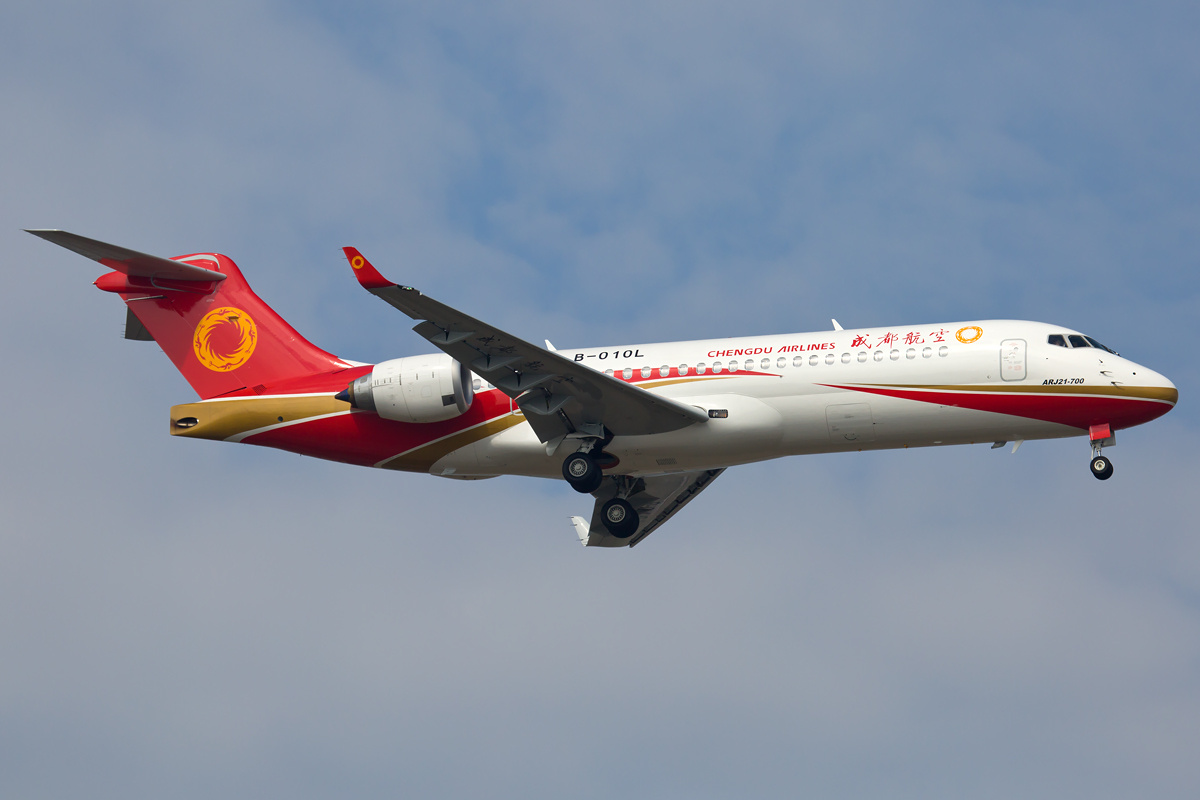
Un Comac ARJ21 della Chengdu Airlines.

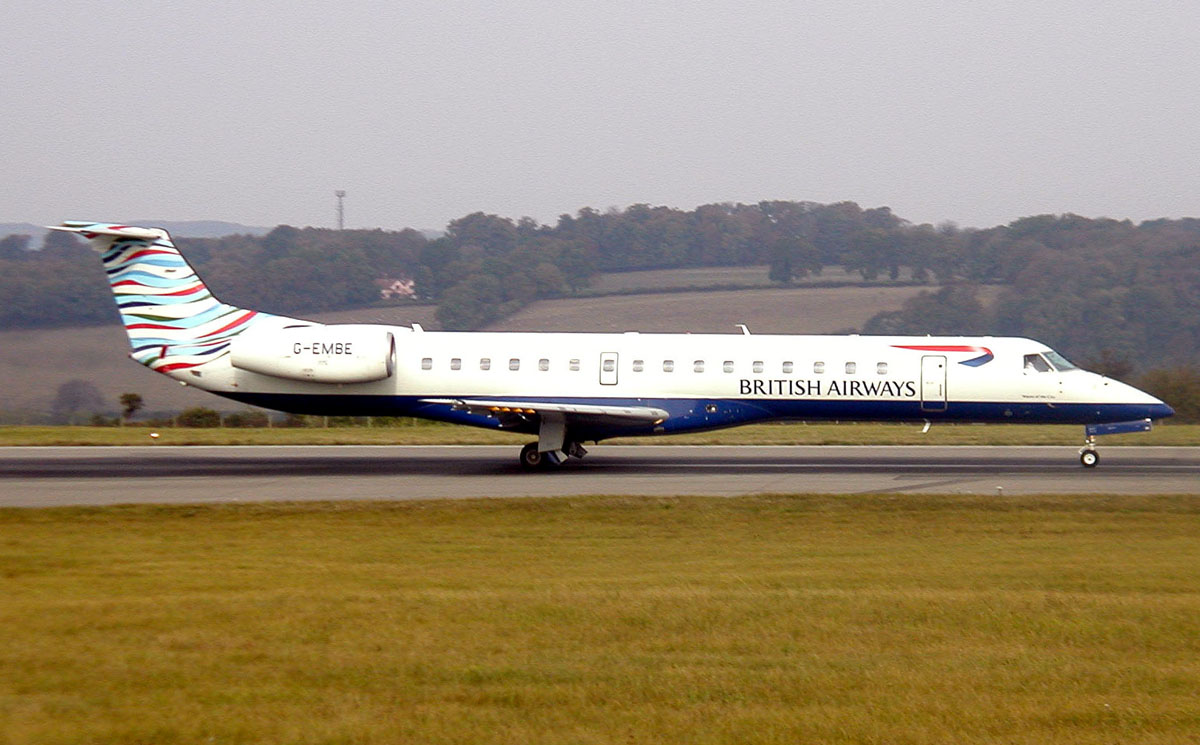
Un Embraer ERJ-145 della BA CityFlyer.

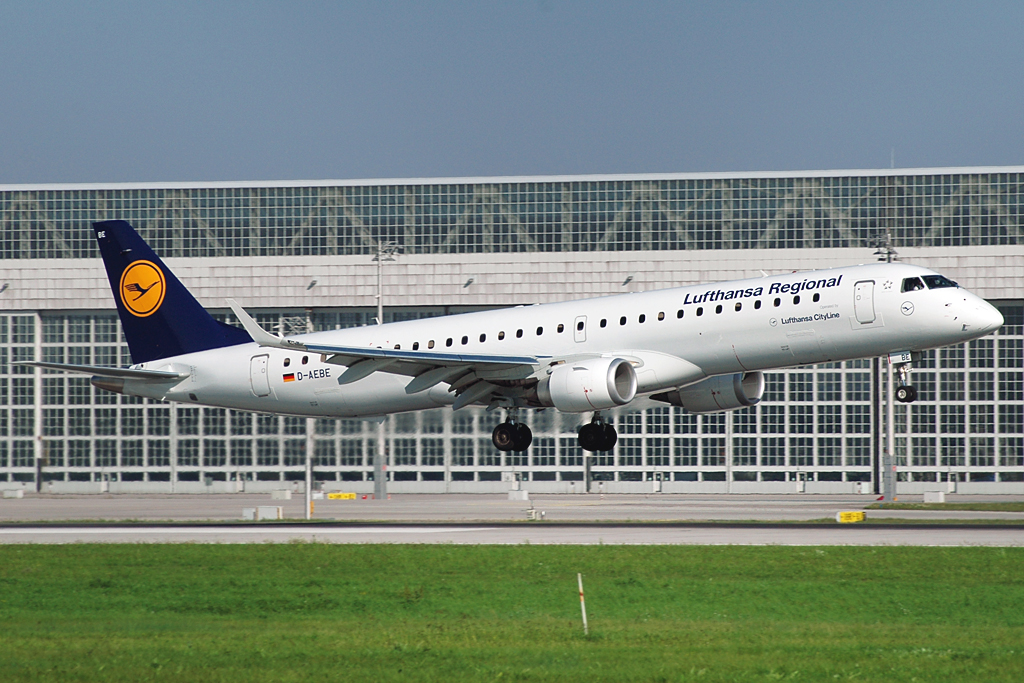
Un Embraer 195 di Lufthansa CityLine.

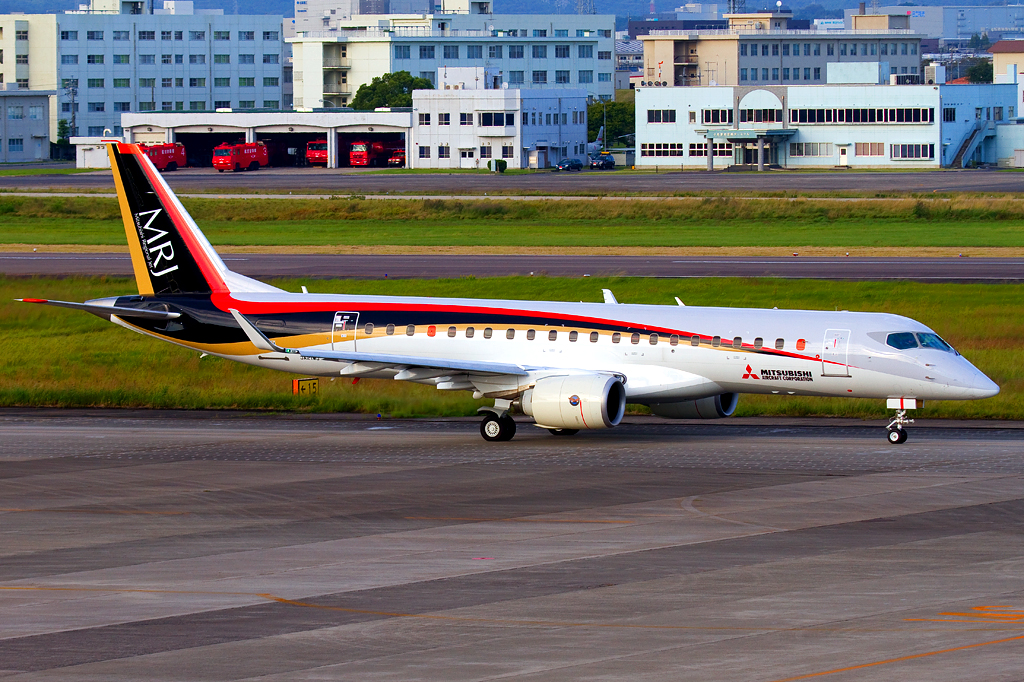
Un Mitsubishi MRJ.

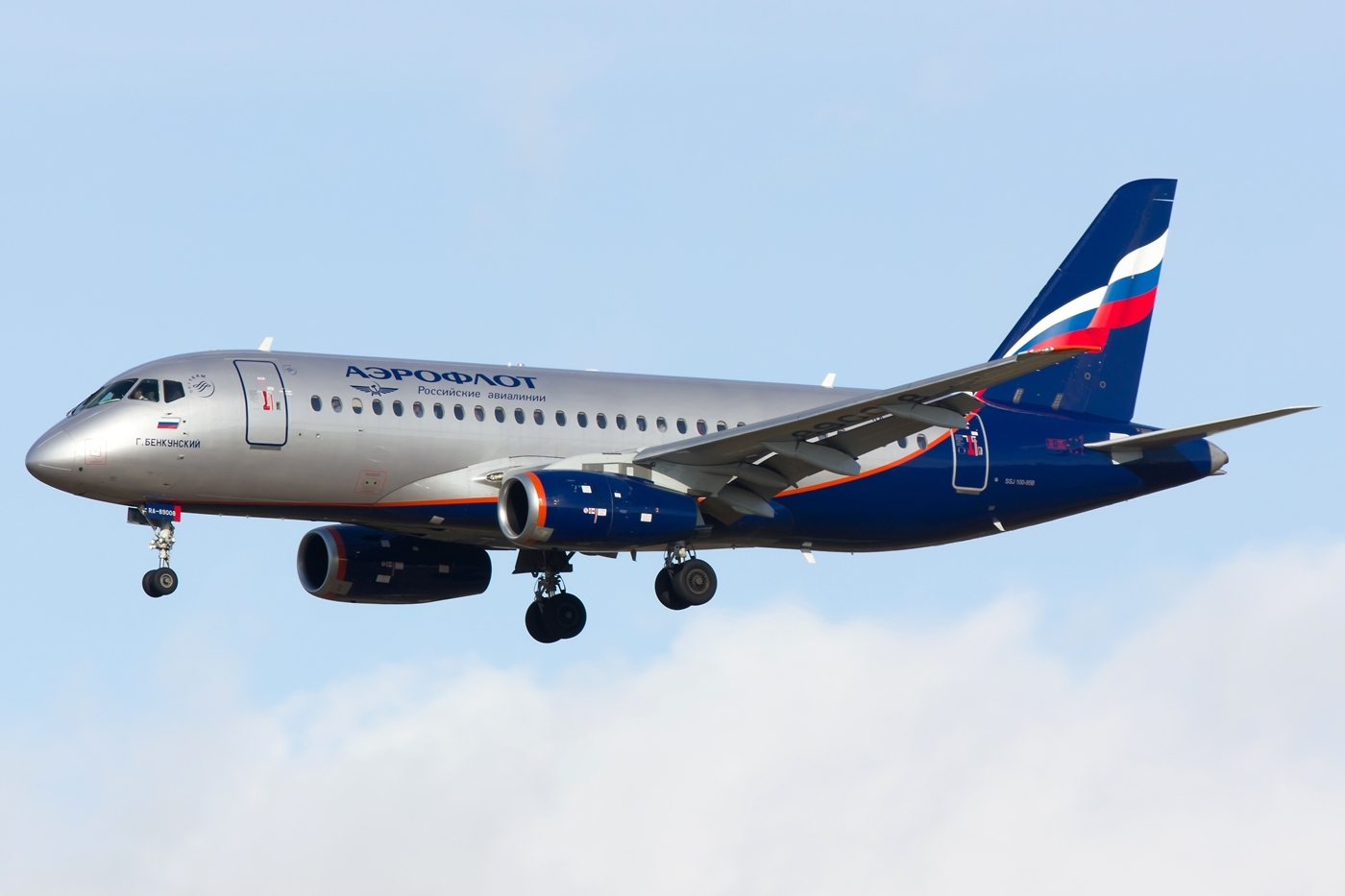
Un Sukhoi Superjet 100 dell'Aeroflot.

Un aereo di linea regionale è un aereo di linea destinato ai collegamenti su distanze dell'ordine di poche centinaia di chilometri/miglia nautiche. Questi mezzi collegano aeroporti di importanza nazionale o internazionale (quindi hub) con altri aeroporti normalmente di dimensioni decisamente minori e spesso sono utilizzati per voli di feederaggio da compagnie aeree regionali.

## Caratteristiche
La propulsione degli aerei regionali può essere a turboelica o a turboventola, normalmente su due motori come miglior compromesso tra sicurezza ed economicità. Di alcuni aerei esistono entrambe le versioni. La capienza è compresa tra un minimo di 19 posti (soglia al di sotto della quale i velivoli non si considerano come di linea ma business jet o aerotaxi) e un massimo di 100 posti, ed anche in questo caso possono essere prodotte più versioni. La fusoliera ha una larghezza che consente l'allestimento di 3, 4 o max 5 posti adiacenti per ogni fila su corridoio singolo (mentre un classico aereo a fusoliera stretta consente una configurazione fino a 6 posti adiacenti).

## Esempi commerciali
Tra gli esempi di aerei regionali prodotti in Europa vi erano: il Dornier 328 (sia turboelica che turboventola), i Fokker F27 e F50 (turboelica) e i Fokker F28 e F70 (turboventola), il Saab 2000, (turboelica); il BAe 146/Avro RJ (quadrimotore turboventola).

L'ATR produce due modelli di aerei regionali turboelica: l'ATR 42 (da 42 posti) e l'ATR 72 (da 72 posti).

Le due aziende leader nel settore degli aerei regionali jet sono la canadese Bombardier Aerospace e la brasiliana Embraer. 

La Bombardier produce due linee di aeromobili con capienza variabile, la Q Series (turboelica) e la CRJ Series (turboventola). 

L'Embraer produce tre serie: la EMB family (turboelica), la ERJ family (turboventola) e la E-Jets family (turboventola). 

Tra i modelli più recenti o in sviluppo vi sono il Comac ARJ21, il Mitsubishi MRJ, il NAL RTA-70 e il Sukhoi Superjet 100.

## Aeromobili

### In produzione e sviluppo
turboelica
- Antonov An-38
- Antonov An-140
- ATR 42 Ø 2,57 m (2+2)
- ATR 72 Ø 2,57 m (2+2)
- Bombardier Q400 Ø 2,51 m (2+2)
- Dornier Do 228 NG
- NAL RTA-70
- Xian MA60
- Xian MA600
- Xian MA700
- Viking Air DHC-6-400

turboventola
- Antonov An-72/-74
- Antonov An-148/-158
- Bombardier CRJ-700/-900/-1000 Ø 2,57 m (2+2)
- Bombardier CSeries Ø 3,28 m (2+3)
- Comac ARJ21 Ø 3,14 m (2+3)
- Embraer ERJ Ø 2,10 m (1+2)
- Embraer E-Jets Ø 2,74 m (2+2)
- Embraer E-Jet E2 Ø 2,74 m (2+2)
- Mitsubishi MRJ Ø 2,76 m (2+2)
- Sukhoi Superjet 100 Ø 3,24 m (2+3)

### Fuori produzione e abbandonati
turboelica
- Aérospatiale N 262
- Antonov An-24/-26
- Antonov An-28
- British Aerospace BAe Jetstream 31
- British Aerospace BAe Jetstream 41
- British Aerospace BAe ATP
- Beechcraft 1900
- de Havilland Canada DHC-6-100/-200/-300
- de Havilland Canada Dash 7-100
- de Havilland Canada Dash 8-100/-200/-300
- Bombardier Q100/Q200/Q300 Ø 2,51 m (2+2)
- Dornier Do 228
- Dornier Do 328
- Embraer EMB 110 Bandeirante
- Embraer EMB 120 Ø 2,10 m (1+2)
- Fairchild Metro
- Fokker F27
- Fokker F50
- Handley Page Dart Herald
- Hawker Siddeley HS 748
- Ilyushin Il-114
- NAMC YS-11
- Saab 340
- Saab 2000
- Short 330
- Short 360
- Short SC.7 Skyvan
- Xian Y-7
- Vickers Viscount

turboventola
- BAe 146 / Avro RJ (4 motori)
- Bombardier CRJ-100/-200/-400 Ø 2,57 m (2+2)
- Fairchild Dornier 328JET
- Fairchild Dornier 428JET
- Fairchild Dornier 728 family
- Fokker F28
- Fokker F70
- Fokker F100
- Tupolev Tu-104
- Tupolev Tu-124
- Tupolev Tu-134
- Tupolev Tu-324
- Tupolev Tu-334
- VFW-Fokker 614
- Yakovlev Yak-40 (trimotore)
- Yakovlev Yak-42 (trimotore)